# Szczerbic
Szczerbic (Jelita odmienne VII) – polski herb szlachecki, odmiana herbu Jelita, z nobilitacji.

## Opis herbu
Opis zgodnie z klasycznymi regułami blazonowania:
W polu czerwonym trzy kopie w gwiazdę złote - dwie w krzyż skośny i trzecia na opak, na nich.
Klejnot - dwa skrzydła orle - prawe czerwone, lewe złote, pośrodku roża czerwona.
Labry czerwone, podbite złotem.

## Najwcześniejsze wzmianki
Nadany 25 lutego 1585 Pawłowi i Janowi Szczerbicom. Herb powstał z adopcji do herbu Jelita, którego udzielił Jan Zamoyski.

## Herbowni
Szczerbic - Szczerbicz - Szczerbień.